# 대한민국 형법 제240조
대한민국 형법 제240조는 인장에 관한 죄의 미수범 처벌규정을 다룬 형법각칙의 조문이다.

## 조문
제240조(미수범) 본 장의 미수범은 처벌한다.

第240條(未遂犯) 本章의 未遂犯은 處罰한다.

## 판례
- 이미 사망한 사람 명의의 문서를 위조하거나 이를 행사하더라도 사문서위조나 동행사죄는 성립하지 않는다는 문서위조죄의 법리에 비추어 이와 죄질을 같이하는 인장위조죄의 경우에도 사망자명의의 인장을 위조, 행사하는 소위는 사인위조 및 동행사죄가 성립하지 않는다[1]
- 위조된 인과자체를 타인에게 교부한 것만으로 위조인장 행사죄를 구성하지 않는다[2]
- 명의인의 승낙을 얻어 명의인의 문서를 작성하는 데 사용할 의도로 인장을 조각하였으나 승낙을 얻지 못하여 사용하지 않고 명의인에게 돌려 준 경우 특별한 사정이 없는 한 행사의 목적이 있다고 볼 수 없다[3]

## 참고 문헌
- 김재윤, 손동권, 『새로운 형법각론』, 율곡출판사, 2013. ISBN 978-89-974283-4-2

## 같이 보기
- 사인위조죄
- 위조사인행사죄